# Giat
 Giat  es una población y comuna francesa, situada en la región de Auvernia, departamento de Puy-de-Dôme, en el distrito de Riom y cantón de Pontaumur.

## Demografía
| 1521 | 1516 | 1374 | 1152 | 1049 | 958 |
| Para los censos de 1962 a 1999 la población legal corresponde a la población sin duplicidades (Fuente: INSEE [Consultar]) |      |      |      |      |     |